# Saša Lukić
Saša Lukić (szerbül: Саша Лукић; Szabács, 1996. augusztus 13. –) szerb válogatott labdarúgó, a Fulham játékosa.

## Pályafutása

### Klubcsapatokban
A POFK Savacium amatőr csapatától került a Partizan korosztályos csapataiba. 2013 augusztusában három évre írta alá az első profi szerződését. Több játéklehetőség miatt kölcsönbe került a Teleoptik csapatához. 2015. május 16-án mutatkozott be a Partizan csapatában a Novi Pazar elleni 1–1-es döntetlennel befejeződő bajnoki mérkőzésen. Augusztus 8-án első bajnoki gólját szerezte meg a Spartak Subotica ellen. Augusztus 26-án a BATE Bariszav ellen debütált az UEFA-bajnokok ligája selejtezőjében. Október 22-én a csoportkörben debütált a spanyol Athletic Bilbao ellen. 2016. július 29-én az olasz Torino szerződtette. Október 17-én a Palermo ellen mutatkozott be Mirko Valdifiori cseréjeként. 2017. augusztus 15-én kölcsönbe került a spanyol Levante csapatához. 2019. május 3-án a Juventus ellen első bajnoki gólját szerezte meg a Torino színeiben.
2023. január 31-én aláírt az angol Fulham csapatához négy és fél évre. Február 11-én debütált a Nottingham Forest ellen a 91. percben lépett pályára Andreas Pereira cseréjeként a 2–0-ra megnyert bajnoki találkozón.

### A válogatottban
Pályára lépett a 2017-es és a 2019-es U21-es labdarúgó-Európa-bajnokságon. 2017. március 17-én kapott lehetőséget először a kispadon a felnőtt válogatottba Grúzia elleni 2018-as labdarúgó-világbajnokság-selejtező találkozón, de pályára nem lépett. 2018. szeptember 7-én debütált Litvánia ellen. 2022 novemberében bekerült Dragan Stojković szövetségi kapitány 26 fős keretébe, amely a 2022-es labdarúgó-világbajnokságra utazott.

## Sikerei, díjai
- Partizan
  - Szerb bajnok: 2014–15
  - Szerb kupa: 2015–16